# Ectypia jessica
Ectypia jessica är en fjärilsart som beskrevs av Barnes 1900. Ectypia jessica ingår i släktet Ectypia och familjen björnspinnare. Inga underarter finns listade i Catalogue of Life.